# Kveldssanger
Albums de Ulver
Bergtatt - Et Eeventyr i 5 Capitler
(1995) Nattens Madrigal - Aatte Hymne til Ulven i Manden
(1997)
Kveldssanger est le deuxième album studio du groupe norvégien Ulver.
Deuxième album de la « trilogie black metal » du groupe, il s'agit d'un important changement de cap, puisque la musique proposée ici est entièrement acoustique, à l'inverse du précédent, essentiellement électrique. Le groupe joue ici une musique essentiellement folk, calme, composée en majorité de parties de guitares acoustiques et de chants en chœur.

## Liste des pistes
| No  | Titre                          | Durée |
| --- | ------------------------------ | ----- |
| 1.  | Østenfor sol og vestenfor måne | 3:26  |
| 2.  | Ord                            | 0:17  |
| 3.  | Høyfjeldsbilde                 | 2:15  |
| 4.  | Nattleite                      | 2:11  |
| 5.  | Kveldssang                     | 1:32  |
| 6.  | Naturmystikk                   | 2:55  |
| 7.  | A Cappella (Sielens sang)      | 1:26  |
| 8.  | Hiertets vee                   | 3:54  |
| 9.  | Kledt i nattens farger         | 2:51  |
| 10. | Halling                        | 2:07  |
| 11. | Utreise                        | 2:56  |
| 12. | Søfu-ør på allfers lund        | 2:37  |
| 13. | Ulvsblakk                      | 6:56  |

## Musiciens
- Garm (Kristoffer Rygg) : chant
- Håvard Jørgensen : guitare
- Erik Olivier Lancelot : guitare
- Alf Gaaskjønli : violoncelle

## Autres crédits
- Kristian Romsøe : coproducteur, enregistrement, mixage
- Craig Morris : mastering
- Tanya "Nacht" Stene : illustration de la pochette